# Cayuga (grup humà)
Els cayuga són una nació de la Confederació Iroquesa, el nom del qual prové d'una de les tres ciutats que tenien, Goi-o gouen (d'on surten les embarcacions), i la seva pronunciació correcta és Gayogohó:no'. Les altres ciutats eren Onontaré (més tard Saint René) i Thionero (St. Stephen). Vivien als voltants del llac Cayuga, al centre de Nova York. Actualment viuen a Nova York, un grup amb els seneca d'Oklahoma, i la resta repartits entre Ohio, Wisconsin i Ontario.
Numèricament, passaren de 1.500 el 1660, 1.100 el 1778 i 800 a Ontario i 175 a Nova York el 1812, el 1960 eren 1.500 repartits entre Ontario, Wisconsin i Ohio, 300 a Nova York i 100 a Oklahoma amb Seneca. Segons Asher el 1980 eren 3.000 individus, dels quals 400 parlaven la llengua pròpia. El cens dels EUA del 2000 registrà 1.399 cayugues, uns altres tants amb els seneca-cayuga, i un nombre indeterminat a Ontario.

## Llista de cayugues
- Deskaheh.